# Reprezentacja Czech na Mistrzostwach Europy w Wioślarstwie 2009
Reprezentacja Czech na Mistrzostwach Europy w Wioślarstwie 2009 liczyła 18 sportowców. Najlepszymi wynikami było 2. miejsce w jedynce kobiet, dwójce podwójnej kobiet i czwórce bez sternika mężczyzn.

## Medale

### Złote medale
Brak

### Srebrne medale
jedynka kobiet (W1x): Miroslava Knapková
dwójka podwójna kobiet (W2x): Jitka Antošová, Lenka Antošová
czwórka bez sternika mężczyzn (M4-): Jan Gruber, Jakub Makovička, Milan Bruncvík, Michal Horváth

### Brązowe medale
Brak

## Wyniki

### Konkurencje mężczyzn
- jedynka (M1x): Jakub Houška – 18. miejsce
- dwójka podwójna (M2x): Petr Buzrla, David Jirka – brak[1]
- dwójka podwójna wagi lekkiej (LM2x): Vojtěch Bejblík, Vlastimil Čabla – 11. miejsce
- czwórka bez sternika (M4-): Jan Gruber, Jakub Makovička, Milan Bruncvík, Michal Horváth – 2. miejsce
- czwórka bez sternika wagi lekkiej (LM4-): Jiří Kopáč, Ondřej Vetešník, Jan Vetešník, Miroslav Vraštil – 4. miejsce

### Konkurencje kobiet
- jedynka (W1x): Miroslava Knapková – 2. miejsce
- dwójka podwójna (W2x): Jitka Antošová, Lenka Antošová – 2. miejsce
- dwójka podwójna wagi lekkiej (LW2x): Klára Janáková, Daniela Nacházelová – 9. miejsce